# Garcinia rubrisepala
Garcinia rubrisepala là một loài thực vật có hoa trong họ Bứa. Loài này được Y.H.Li mô tả khoa học đầu tiên năm 1981.